# Chipley, Florida
Chipley este o municipalitate de ordin întăi, un oraș, și sediul comitatului Washington, statul Florida, Statele Unite ale Americii.
Populația sa fusese de 3.592 de locuitori la data recensământului din anul 2000. Conform unei estimări ulterioare din anul 2005, al aceluiași United States Census Bureau, populația orașului atinsese un număr de 3.682 locuitori. .
Numit inițial "Orange", localitatea a fost redenumită Chipley în 1882, după omul de afaceri și senatorul legislaturii statului Florida William Dudley Chipley.

## Geografie
Localitatea Chipley se găsește la coordonatele 30°46′45″N 85°32′21″W / 30.779225°N 85.539087°V.GR1
Conform datelor furnizate de United States Census Bureau, orașul are o suprafață de circa 10.6 km2 (sau 4.1 sqmi), în întregime uscat.

## Locuitori notabili
- Artis Gilmore - jucător de basket pentru Jacksonville University, s-a născut în Chipley
- Amp Lee - jucător de fotbal american pentru Florida State University și National Football League
- Liz Swaine - jurnalist de televiziune care practică în Louisiana
- Bert Yancey - jucător profesionist de golf și membru al Professional Golfers Association, s-a născut în Chipley

## Ziare
- The Washington County News

## Mass media
- Foster Folly News
- Chipley Bugle
- Investigator OnLine Newspaper Arhivat în 19 februarie 2007, la Wayback Machine.